# Gordii Fossae
Gordii Fossae és una estructura geològica del tipus fossa a la superfície de Mart, situada amb el sistema de coordenades planetocèntriques a 18.27 ° de latitud N i 233.44 ° de longitud E. Fa 369 km de diàmetre. El nom va ser fet oficial per la UAI l'any 2000 i pren el nom d'una característica d'albedo.